# Ваља Мика (Горж)
Ваља Мика (рум. Valea Mică) насеље је у Румунији у округу Горж у општини Самаринешти. Oпштина се налази на надморској висини од 210 m.

## Становништво
Према подацима из 2002. године у насељу је живело 31 становника, од којих су сви румунске националности.